# 佩爾捷 (北卡羅萊納州)
佩爾捷（英語：Peletier）是一個位於美國北卡羅萊納州加特利縣的城鎮。

## 人口
根據2020年美國人口普查的數據，佩爾捷的面積為9.53平方千米，當中陸地面積為9.57平方千米，而水域面積為0.16平方千米。當地共有人口769人，而人口密度為每平方千米81人。